# ناحية العنازة
ناحية العنازة إحدى نواحي سوريا تتبع إداريّاً لمحافظة طرطوس منطقة بانياس ومركزها بلدة العنازة، بلغ تعداد سكان الناحية 18,446 نسمة حسب التعداد السكاني لعام 2004.

## بلدات وقرى ناحية العنازة
العليقة، العنازة، بيت جاش، بصرمون، بستان الحمام، الدردارة، فروخية، غنصلة، الغرزية، جديدة، خربة السنديانة، مرانة، مصيات، نحل العنازة، نعمو الجرد، شندخة، التون الجرد، وادي البركة.